# Sara Gomer
Sara Louise Gomer (13 mei 1964) is een tennisspeelster uit het Verenigd Koninkrijk.
Gomer speelde 15 partijen voor Groot-Brittannië op de Fed Cup, waarvan zij er elf won – ook vertegenwoordigde zij haar land vier achtereenvolgende jaren op de Wightman Cup (1986–1989).
Gomer speelde tweemaal voor Groot-Brittannië op de Olympische Zomerspelen. In 1988 kwam ze uit het op enkelspeltoernooi, en samen met Clare Wood op het vrouwendubbelspeltoernooi. Op de zomerspelen van Barcelona in 1992 speelde ze op het enkelspeltoernooi.

## Posities op deWTA-ranglijst
Positie per einde seizoen:
| jaar | rang enkelspel | rang dubbelspel |
| ---- | -------------- | --------------- |
| 1983 | 160            | –               |
| 1984 | 128            | –               |
| 1985 | 77             | –               |
| 1986 | 59             | 149             |
| 1987 | 72             | 234             |
| 1988 | 51             | 179             |
| 1989 | 124            | 341             |
| 1990 | 92             | 638             |
| 1991 | 123            | 225             |
| 1992 | 172            | –               |

## Palmares
| Legenda                |
| ---------------------- |
| Grandslamtoernooi      |
| Olympische Spelen      |
| Year-End Championships |
| Tier I                 |
| Tier II                |
| Tier III               |
| Tier IV & V            |

### WTA-finaleplaatsen enkelspel
| nr.              | finale     | toernooi     | ondergrond | tegenstandster | score    |         |
| ---------------- | ---------- | ------------ | ---------- | -------------- | -------- | ------- |
| gewonnen finales |            |              |            |                |          |         |
| 1.               | 1988-07-31 | WTA Aptos    | hardcourt  | Robin White    | 6-4, 7-5 | details |
| verloren finales |            |              |            |                |          |         |
| 1.               | 1988-01-31 | WTA Auckland | hardcourt  | Patty Fendick  | 3-6, 6-7 | details |

## Resultaten grandslamtoernooien
| Legenda | Legenda                          |
| ------- | -------------------------------- |
| g.t.    | geen toernooi gehouden           |
| l.c.    | lagere categorie                 |
| –       | niet deelgenomen                 |
| G       | uitgeschakeld in de groepsfase   |
| 1R      | uitgeschakeld in de eerste ronde |
| 2R      | uitgeschakeld in de tweede ronde |
| 3R      | uitgeschakeld in de derde ronde  |
| 4R      | uitgeschakeld in de vierde ronde |
| KF      | uitgeschakeld in de kwartfinale  |
| HF      | uitgeschakeld in de halve finale |
| F       | de finale verloren               |
| W       | het toernooi gewonnen            |
| w-v     | winst/verlies-balans             |

### Enkelspel
| toernooi        | 1983 | 1984 | 1985 | 1986 | 1987 | 1988 | 1989 | 1990 | 1991 | 1992 |
| --------------- | ---- | ---- | ---- | ---- | ---- | ---- | ---- | ---- | ---- | ---- |
| Australian Open | –    | 1R   | 2R   | g.t. | 2R   | 1R   | –    | 1R   | 1R   | 1R   |
| Roland Garros   | 1R   | –    | 1R   | 1R   | 2R   | –    | 2R   | –    | 1R   | 2R   |
| Wimbledon       | 1R   | 1R   | 2R   | 2R   | 1R   | 2R   | 2R   | 2R   | 1R   | 1R   |
| US Open         | –    | –    | 1R   | 2R   | 2R   | 1R   | 1R   | –    | 3R   | 1R   |

### Vrouwendubbelspel
| toernooi        | 1982 | 1983 | 1984 | 1985 | 1986 | 1987 | 1988 | 1989 | 1990 | 1991 |
| --------------- | ---- | ---- | ---- | ---- | ---- | ---- | ---- | ---- | ---- | ---- |
| Australian Open | –    | 1R   | –    | 1R   | g.t. | 1R   | 2R   | –    | –    | –    |
| Roland Garros   | –    | –    | –    | 1R   | 1R   | 1R   | –    | –    | –    | –    |
| Wimbledon       | 1R   | 2R   | 1R   | 1R   | 1R   | 1R   | 1R   | 1R   | 1R   | 1R   |
| US Open         | –    | 1R   | –    | 1R   | 1R   | –    | –    | –    | –    | –    |

### Gemengd dubbelspel
| toernooi        | 1985 | 1986 | 1987 |    | 1991 | 1992 |
| --------------- | ---- | ---- | ---- | -- | ---- | ---- |
| Australian Open | g.t. | g.t. | –    | –  | –    |      |
| Roland Garros   | –    | –    | –    | –  | –    |      |
| Wimbledon       | 1R   | 1R   | 2R   | 1R | 1R   |      |
| US Open         | –    | –    | –    | –  | –    |      |